# Труш, Роман Иванович
Роман Иванович Труш (1914—1998) — советский и украинский  спортсмен, тренер. Сын художника Ивана Труша, внук Михаила Драгоманова. Заслуженный тренер Украины.

## Биография
Родился в семье Ивана Труша и Ариадны (Рады) Драгомановой. У Романа была сестра Ариадна и брат Мирон, который также стал спортсменом (стрельба из лука), чемпион мира в составе сборной Польши. С детства Роман увлекался игрой в футбол, теннис и хоккей (вместе с братом играл за команду спортивного общества «Украина»). В начале 1930-х годов увлёкся стрельбой из лука.
В сентябре 1931 года во Львове была создана Международная Федерация стрельбы из лука, где стали заниматься братья Труши.
В октябре 1937 года в составе сборной Львова вместе со старшим братом Мироном стали победителями чемпионата Польши, получили право поехать на чемпионат мира в Париже. Туда из братьев смог поехать только Мирон, откуда привёз золотую медаль.
Вместе с Михаилом Блиндой, Тарасом Бандерой (племянник Степана Бандеры), Андреем Гавришкивым организовали турнир «Прикарпатская стрела», который проходил в 1960—1987 годах в Бориславе. В 1950-х годах Труш также пытался возродить хоккей в Львовской области, но неудачно, и хоккейные команды стали появляться там только спустя десятилетие.
Среди его учеников: Татьяна Образцова, Нонна Козина — чемпионки мира; Василий Бобко, Ванда Копачинская, Вадим Ломов, Юрий Тимергазин, Людмила Снисаренко — победители международных соревнований, чемпионы и рекордсмены УССР, СССР (в начале 1960-х годов).
Роман Труш умер 21 августа 1998 года и похоронен на участке № 4 Лычаковского кладбища во Львове.
...Роман Труш старался держаться отеческого наставления: «Кто со своего: «хочу, должен, обязан» сплетёт жизнь моральную, полную творческих общественных ценностей, тому полагается на его намогильнике надпись: «Здесь покоится достойный человек».